# Ajoblanco

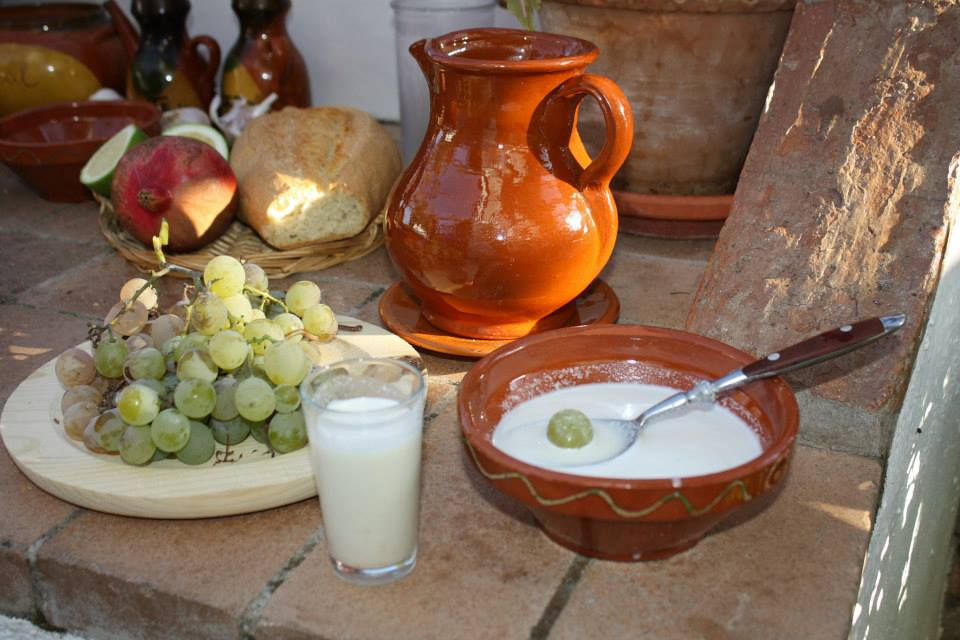
Ajoblanco

Ajoblanco [axoˈblaŋko] (span.: weißer Knoblauch) ist eine kalte, mit der Gazpacho verwandte spanische Suppe, die hauptsächlich der andalusischen Küche in den östlichen Provinzen der Region zuzuordnen ist. Sie wird aber auch in der Extremadura zubereitet.

## Zutaten und Zubereitung
Wie der Name schon andeutet, ist die Ajoblanco von weißer Farbe. Die Suppe basiert hauptsächlich auf altbackenem – zuvor eingeweichtem – Weißbrot und gemahlenen Mandeln. Die Würze erhält die Suppe durch die für die Region typischen Zutaten wie Knoblauch, Olivenöl, Salz – und gelegentlich Essig – die gemeinsam mit den Mandeln in einem Mörser zu einer feinen Paste verarbeitet werden. In Krisenzeiten, wie etwa nach dem spanischen Bürgerkrieg, wurden die Mandeln mitunter ersetzt, beispielsweise durch Saubohnenmehl.

## Variationen
In Málaga serviert man die Suppe üblicherweise mit Weintrauben oder Honigmelonenstückchen. In der Vega de Granada ist es Brauch, Ajoblanco mit gebackenen Kartoffeln (span. papa asá) zu reichen und etwas dünnflüssiger zuzubereiten, damit sie auch getrunken werden kann.

## Geschichte
Das Gericht ist vermutlich auf die Küche des maurischen Al-Andalus zurückzuführen, da die Mandel eines seiner Hauptbestandteile ist. Sowohl Granada als auch Málaga nehmen die Urheberschaft der Ajoblanco für sich in Anspruch, unbestritten ist jedoch die bescheidene Herkunft.

## Kulturelle Bedeutung
In Südspanien gibt es in den Sommermonaten regelmäßig Festlichkeiten, die mit der Ajoblanco verbunden sind. So findet jährlich am ersten Samstag im September in Almáchar (Provinz Málaga) eine Fiesta del ajoblanco statt, die der Brauchtumspflege und der Präsentation der lokalen Gastronomie dient.